# Lumpsamlare
Lumpsamlare kallades de av pappersbruken anställda personer som hade till uppgift att samla in den textillump, som var råvaran vid pappersframställning före trämassans införande vid mitten av 1800-talet.
Lump var en bristvara, och lumpsamlaren fick ofta röra sig över ett stort område för att inhämta råvaran. Yrket var inte särskilt väl ansett, och det förekom klagomål från lokalbefolkningen på tjuvnad, oordning och tiggeri från lumpsamlarna och deras familjer. Många av resandefolket var speciellt under första halvan av 1800-talet engagerade som lumpsamlare.
I Frankrike har historiskt parisiska vagabonder som tiggt och samlat lump kallats för clocharder.